# Dème de Dafnoúsia
Le dème de Dafnoúsia, en grec moderne : Δήμος Δαφνουσίων / Dímos Dafnousíon, est un dème du district régional de Phthiotide, en Grèce-Centrale. Depuis 2010, le dème est fusionné au sein du dème des Locriens.
Selon le recensement de 2011, la population du dème s'élève à 3 629 habitants.